# Адиб аш-Шишакли
Адиб ибн Хасан аш-Шишакли (араб. أديب بن حسن الشيشكلي‎; 1909, Хама, Османская империя — 27 сентября 1964, Серис, Бразилия) — сирийский военный и государственный деятель, президент Сирии в 1953—1954 годах.

## Биография
Родился в сирийской семье. Его мать имела курдское происхождение. Фамилия Шишакли является турецкой. Служил во французской армии и позже учился в военной академии в Дамаске (которая позже была перенесена в Хомс). Он рано вступил в Сирийскую социальную националистическую партию, которую основал Антун Саада. После обретения Сирией независимости от Франции Шишакли участвовал добровольцем в первой арабо-израильской войне в составе подразделения Арабская освободительная армия.
В августе 1949 года участвовал в путче против президента Хусни аз-Заима. Хашим Бей Халид аль-Атаси стал президентом и премьер-министром страны. Шишакли не поддерживал стремление президента объединить Сирию с Ираком. После отставки аль-Атаси Адиб аш-Шишакли добился того, что Фаузи Селу стал новым главой государства, хотя власть де-факто находилась в его руках. Политические партии были запрещены, была введена военная диктатура. Усилились конфликты с друзами, которые стремились к независимости. В 1954 году он приказал бомбить район, в котором жили друзы, чтобы сломить их сопротивление.
В 1954 году аш-Шишакли потерял власть после государственного переворота и бежал сначала в Ливан, а потом в Бразилию, где 27 сентября 1964 года был убит сирийским друзом Навафом Газалехом, отомстившим за своих родителей, погибших во время бомбардировки друзских поселений.